# Pacific Ocean theater of World War II
Das Pacific Ocean theater of World War II war die englischsprachige Bezeichnung für den Pazifischen Kriegsschauplatz im Zweiten Weltkrieg. Es war der wichtigste Kriegsschauplatz im Pazifikkrieg, neben den Schauplätzen in China und dem weiteren asiatischen Festland. Das Kriegsgebiet wurde bestimmt durch die Pacific Ocean Areas und deren Unterteilungen. Daher gehörten die Philippinen, Niederländisch-Ostindien, Borneo, Australien und der größte Teil des Territorium Neuguinea nicht dazu. Diese waren dem Southwest Pacific Area unterstellt
Im Kriegsschauplatz Pacific Ocean theater kämpften die Truppen des Japanischen Kaiserreichs im Wesentlichen gegen die United States Navy, die US-Armee mit sechs Korps und 21 Divisionen und das United States Marine Corps mit sechs Divisionen. Das Vereinigte Königreich mit der britischen Pazifikflotte, Australien, Neuseeland, Kanada und andere alliierte Nationen stellten ebenfalls Truppen und Schiffe.

## Geschichte
Die Verantwortung für die Verteidigung der alliierten Interessen im Fernen Osten und im Pazifischen Ozean wurde zu Beginn des Krieges unter den am unmittelbarsten betroffenen Mächten, der Briten, Niederländer, Australier, Neuseeländer und Amerikaner aufgeteilt, und es gab kaum oder gar keine Vorkehrungen für gemeinsames Handeln. Zwar wurde am 8. Januar 1942 das ABDACOM gegründet, doch es war nur von kurzer Dauer und zerfiel Ende Februar nach der japanischen Invasion von Java.

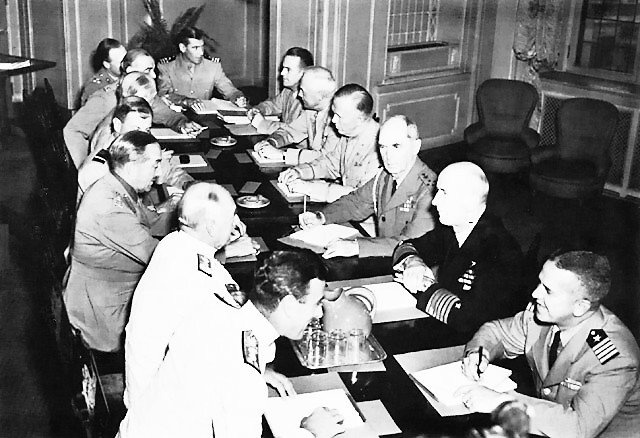
Die Vereinigten Stabschefs (Combined Chiefs of Staff) der Briten und Amerikaner, gegründet am 14. Januar 1942 auf der Arcadia-Konferenz

Die Militärstäbe sowie ihre politischen Chefs begannen daher schon eher, einen Ersatz für die ABDACOM zu suchen. Da die Japaner die Malaiische Barriere kontrollierten, die sich zwischen dem Pazifik und dem Indischen Ozean befand, war es offensichtlich, dass die Operationen dieser Truppen, die dem Südwestpazifik und Südostasien zugeteilt waren, nicht mehr unter einem einzigen Befehlshaber koordiniert werden konnten. Diese Verantwortung müsste nun aufgeteilt werden.
Über die Aufgabenverteilung gab es keine Meinungsverschiedenheiten. Schon vor dem Fall Singapurs war allgemein anerkannt, dass die Vereinigten Staaten das Hauptinteresse am Pazifischen Ozean und Großbritannien am Indischen Ozean hatten. China wurde aufgrund politischer Schwierigkeiten als besonderes Problem erkannt. Im Gespräch am Abend des 15. Februar mit Harry Hopkins machte Präsident Roosevelt deutlich, dass die Vereinigten Staaten die Verantwortung für die Verstärkung Australiens und Neuseelands sowie Chinas übernehmen sollten. Die Briten, so seine Meinung, seien besser in der Lage, Indien und Burma zu unterstützen, wo ihr politischer und wirtschaftlicher Einfluss von größter Bedeutung sei.
Am Tag nach der Kapitulation Singapurs schlug Admiral Ernest J. King vor, die östliche (australische) Flanke von ABDACOM mit dem ANZAC-Gebiet zu einem einzigen Kriegsgebiet zusammenzufassen. da die Operationen der Pazifikflotte die Verteidigung Australiens und der Nachschublinie erforderten. Einige Tage später schlugen die Joint Staff Planners selbst vor, ein eigenes australisches Kommando einzurichten, das einen Teil Neuguineas einbeziehen sollte, und die ANZAC zur Verteidigung des Nordostens beizubehalten. Schließlich erklärten sich die britischen Chiefs am 23. Februar in London bereit, zwei strategische Verantwortungsbereiche einzurichten; einen US-amerikanischen Bereich, der den Pazifischen Ozean umfasst, einschließlich Australien und Neuseeland, und ein britisches Gebiet, das den Indischen Ozean und Südostasien umfasst.

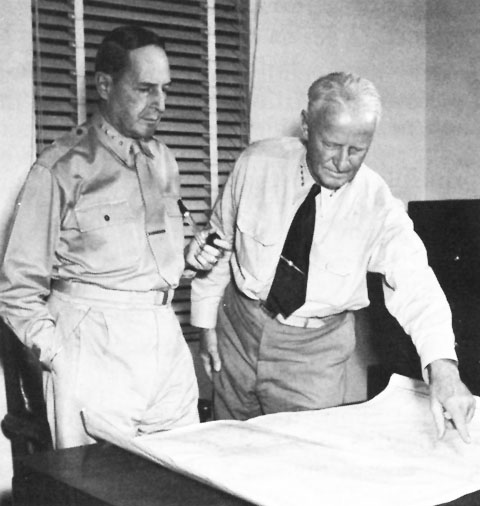
General MacArthur (l.) und Admiral Nimitz

Die Joint Chiefs of Staff beschlossen die Gründung des Pacific Ocean theater am 24. März 1942. In der Folge wurde Admiral Chester W. Nimitz am 30. März 1942 zum Obersten Alliierten Befehlshaber der Pazifikgebiete (Commander in Chief, Pacific Ocean Areas – CINCPOA) ernannt und er teilte das Kriegsgebiet in drei Teilgebiete ein. Dies waren die Pacific Ocean Areas (POA), das Southeast Pacific Area (SPA) unter Admiral Ernest J. King und Konteradmiral Abel T. Bidwell, sowie das von General Douglas MacArthur kommandierte Southwest Pacific Area (SWPA).